# Méhek etetése
A növények mézelése nagyban függ az időjárástól. A nyár végi időszakban már nincsenek meg azok a növények, amelyek régebben a méhek téli eleségét adták. A tavaszi időszakban is szükség lehet arra, hogy a méhek eleségét az ember kiegészítse, hiszen a főhordásra már népes családok kellenek. A hordási időszak szünetét is a méhek etetésével lehet áthidalni.
Serkentésnek nevezik a méhészetben a méhek etetését, ha a család megnépesítése a cél. Ekkor kis adagokban, naponta etetnek. Élelempótlásnak nevezik, ha a kevés élelmet kell kiegészíteni. Ekkor a cél a család túlélése. Etetésre méz vagy cukor használható. A cukor előnye az, hogy steril, nem közvetíthet kórokozókat. Mézes etetéshez a mézet túl kell hevíteni, emiatt a benne levő enzimek tönkremennek, a méz meghal. De még ebben az állapotában is jobban megfelel a méhek tápanyagszükségletének. A cukrot a méheknek invertálniuk kell, vagyis a répacukrot gyümölcs- és szőlőcukorra bontaniuk. A cukor vagy a cukorszirup olyan, mintha az ember csak üres fehér kenyeret enne. Vannak törekvések arra, hogy fertőzésvesztélytől mentesen természetesebb táplálékot adjanak a méheknek. Mindkét esetben a hordáshoz kell alkalmazkodni. 

## A méhek táplálkozása
A méhek természetes táplálékforrása a nektár, a méz és a virágpor. Fehérjét, ásványi anyagokat és vitaminokat főként virágporból nyernek, míg a szénhidrátot a nektár és a méz adja. A virágporszemcséket a méh rágóival nyitja fel. Különösen nagy a fehérjeszükséglete az anyának, a fiasításnak, és a dajkáknak. Az építőknek már elég lehet az, amit korábbról raktároztak, de ekkor kevesebb viaszt termelnek. Az anya és a here főként méhpempőből nyer fehérjét. A fiasítás, a dajkák és a viasztermelők vitaminigénye a legnagyobb. A virágpor és a méhpempő vitaminokban gazdag, a méz azonban csak nagyon keveset tartalmaz. A túl sok só árthat; ha nem repülhetnek ki, akkor el is pusztulhatnak.
A méhek zsírt, glikogént és fehérjét raktároznak zsírtestükben, ami a szervek körül és a bőr alatt helyezkedik el. A fiasítás táplálékigénye a legnagyobb; 1 keret fiasítás felneveléséhez 1/3 keret méz és 1/2 keret virágpor kell.

## Cukrok értékelése
A méheknek táplálékforrásként adott cukor a mézet pótolja többé-kevésbé. A könnyen felszívódó mézzel szemben a szilárd cukrot oldaniuk kell. Csak lassan tudják ezt elvégezni, mivel ehhez a garatmirigynek megfelelő mennyiségű váladékot kell elválasztania. A melezitóz kristályok oldása különösen nehéz.
A méz pótlására legjobb a nádcukor és a malátacukor. A tiszta szőlőcukor olyan gyorsan megkristályosodik, hogy nem jut el az emésztőbélig. A keményítő dextrinje csak 75%-ban hasznosul, és télre nem jó. Rossz téli eleség a must, és a gyümölcslé is.
Az édescirok szörpje egyenesen mérgező a méhekre. Csak a nagyon finom szemű keményítőt tudják megemészteni. A melibiózt és a tejcukrot nem tudják hasznosítani. Beleiből közvetlenül csak a szőlő- és a gyümölcscukor szívódik fel, a többit monoszacharidokra bontják fel az enzimek.
A mézfogyasztás télen kevés. Számottevővé csak a tisztuló repüléstől kezdve válik, majd a fiasítás terjedésével együtt nő. Csak az a család nevel sok munkást, ami bőséget érez. Ha csak annyi az eleségük, hogy éppen túléljenek, akkor már maga a túlélés is veszélybe kerülhet, például a márciusban hirtelen visszatérő tél miatt. Magyarország legtöbb vidékén egészen az akácvirágzásig a hordás nem fedezi a méhcsaládok fogyasztását.

## Az etetés módjai
A folyékony eleséget a méhek könnyebben felszívják és hasznosítják, de miatta a család élénken röpködni kezd. Estefelé a röpködés elmarad, ezért tanácsos ilyenkor etetni, mert ekkor az örömrepülés nem hívja fel a többi család figyelmét, és nem indulnak el kirabolni egymást. Lehet oldó etetőt is használni, az szintén kiküszöböli a problémát.
A száraz, kristálycukros vagy lepényes etetés nem váltja ki az örömrepülést, ezért nincs rablásveszély. Csak lassan tudják felhasználni, és csak a puha lepény a jó, mert a keményet már nem tudják feloldani, ezért kiszórják.
A szörp készítéséhez legjobb a forró víz, mert abban oldódik fel leghamarabb a cukor. Kavargatni kell. Kézmelegre hűtve a legjobb odaadni. Nagyban mosógéppel vagy átcsorgatással lehet gyorsabban készíteni. A mosógépbe először a vizet engedik be, majd lassan betöltik a cukrot. Átcsorgatáskor a szűrőre tett cukorhoz öntik a hideg vizet. Ha meleg szörp kell, akkor forró vízzel keverik, ugyanis a meleg víz túl hamar oldja a cukrot, és a szörp túl hamar megkristályosodna. Az így nyert szörp 64-67%-os. Az 1:1 arány eléréséhez 10 l szörphöz 4 l víz kell.

## Etetők
Ha nem szükséges, hogy egy éjszaka és egy nap alatt elhordják, akkor nagy adagokkal kell etetni. Rablásveszély miatt a szörppel nem szabad a kaptáron kívül etetni.
Az etetőt közvetlenül a méhcsomóhoz kell tenni. Fontos, hogy könnyen lehessen utántölteni, és a méhek is jól hozzáférjenek az eleséghez, egyszerre sokan használhassák az etetőt, és ne fulladjanak bele. Mivel általában jobb a meleg szörp, ezért a jó etető sokáig megtartja a hőt. A kezelhetőség szempontjából fontos, hogy könnyen lehessen mosni, és a fogyasztás is könnyen ellenőrizhető legyen.
A faetetőt melegen kell összeszögezni és tömíteni forró viasszal vagy paraffinnal. Az etetőbe úsztatók kellenek, hogy ne fulladjanak bele a méhek, de ha az etető kiürül, akkor hajlamosak leragasztani az úsztatókat, és ekkor új úsztatók kellenek. Lapos vagy szűk (1-1,5 cm) etetőkbe nem kellenek úsztatók. A gyors töltögetéshez tölcsért vagy kifolyócsöves edényeket használnak.
Sokféle etetőtípus ismert a méhészetben. Így használnak etetős keretet, etetőtálcát, etetővályút, likacsos etetőt, levegőfékes edényt, oldó etetőt, és kijáróhoz kapcsolt etetőt. Alulról nem célszerű etetni, mert hűvös időben a méhek nehezen érnek el odáig, és az eleséget hullák és hasmenéses széklet szennyezheti.
Az etetős keret felső része vályús, alsó részén építtető keret, amiből néha ki lehet vagdosni a lépet. Azért nem ér le a keret aljáig, hogy ne válassza szét a családot. A vályú tehető építtető keret felső részébe is. Célszerű maga a keret és a vályú között méhjáratot hagyni, ekkor nem fogják odaragasztani a vályút.
Az etetőtálca egy lapos tálca, amit a rostaszövet alatt, a felső keretlécekre helyeznek. A rostaszövet megemelésével biztosítják, hogy egyszerre sokan hozzáférhessenek. Hátránya, hogy viszonylag kicsi, és rostaszöveten át csak híg eleséggel tölthető. A rostaszövet megemelésével a kaptár kevésbé tartja a hőt.
A rekeszes etetővályú úgy van kialakítva, hogy az egyik rekeszen át lessen tölteni. A másik részbe a folyékony eleség a közlekedőedények elve alapján jut el, és itt férhetnek hozzá a méhek. Úsztatót igényel. Úgy szokták felállítani, hogy a méhek számára fenntartott közlekedőnyílás a fedődeszka nyílása fölé essen, vagy akkorára készítik, hogy helyettesíthesse a fedődeszkát. A beöntőnyílást nem kell külön nyitni-zárni. A 19 századtól kezdve ismert, és többször feltalálták. Hűvösben csak erősebb családok férnek hozzá.
A likacsos etető egy mézes üveg vagy bödön, aminek fedelét kilyuggatták, vagy ritkás kendővel kötötték be. Megtöltés és befedés után hirtelen megfordítják, és a kaptárban egy lécre teszik. A méhész már a teli üveget viszi a méheknek cserére.
Ehhez hasonló a levegőfékes edény, amit tető helyett tányérral fednek, és az eleség kifolyását ágacskával vagy faforgáccsal lassítják. Hátránya, hogy cseréjekor a méhész érintkezik a méhekkel. Egyes gyári termékek segítettek ezen a problémán.
Az oldó etetőben az a kényelmes, hogy nem kell szirupot főzni, és hosszú ideig a rablás veszélye nélkül biztosítja a folyékony eleséget, és a méhek sem nyugtalankodnak. Az előzőekhez hasonlóan működik. Először hideg vizet eresztenek bele, majd lassan beleszórják a cukrot. Finom rostával fedik, majd kendővel takarva vödör felett felfordítják, és elveszik a kendőt. Két vékony lécre vagy deszkára borítva kell a kaptárba tenni. A beállítás előtt vagy közvetlenül utána meg kell lötyögtetni.
A kijáróhoz kapcsolt etető kényelmes a méhésznek, de hűvös időben a szörp hamar lehűl benne.
Az etetőket tisztán, portól védve kell tárolni.
Vannak szabadalmazott, automata etetők is, amelyek biztosítják a méhek gyors és egyszerű ellátását. Tavassztal és ősszel is használhatók, a kaptárak megnyitása és a kutatás veszélye nélkül. Pontosan adagolható, kevés és sűrű szirupot is ki lehet vele juttatni.

## Serkentés
Serkentéskor figyelembe kell venni, hogy a pete lerakásától számított 6 hét múlva lesz a petéből gyűjtőméh, tehát a fő gyűjtési időszak vége előtt 6 héttel be kell fejezni. Az anya csak a serkentés első néhány napja után kezd élénkebben petézni, ezért egy fél héttel többet kell szánni rá. Magyarországon a fő gyűjtési időszak az akácvirágzás, tehát annak várható vége előtt 6 héttel csak akkor szabad folytatni a serkentést, ha a méhész akác után is bővebb hordásra számít, például vándorlást tervez. Szem előtt kell tartani azt is, hogy a fő gyűjtési időszak alatt is szükség van belső munkásokra. Ha a tervezett időszakban túl hideg van, és nem lehet etetni, akkor a serkentés kezdetét akár két héttel is el lehet halasztani. Az anyaneveléshez a tenyész- és a dajkacsaládot is többek között serkentéssel készítik elő.
Serkentésre 30-50%-os cukoroldat, vagy méz alkalmas. A méhek szívesebben hordják el a mézet, ezért a cukoroldatot illatosítják mézzel, zsályalevéllel vagy citromhéjjal. A hígabb oldat több vizet nyújt, ami fontos a fiasításnak. Az oldatok készíthetők úgy, hogy végig ugyanolyan oldattal etetnek, vagy úgy, hogy egyre hígabbakat használnak. Ha ugyanannyi cukrot vagy mézet használnak fel, akkor a két módszer között nincs számottevő különbség.
Az állandó összetételű oldat aránya 4:5 méz:víz, vagy cukor:víz, ahol a mennyiségek kilogrammban értendők, tehát a vízre ugyanannyi, mint literben. A híguló módszer esetén az összetételek:
| Hét    | Víz egy kg mézhez | Víz egy kg cukorhoz |
| 1. hét | 1/2 liter         | 3/4 liter           |
| 2. hét | 3/4 liter         | 1 liter             |
| 3. hét | 1 liter           | 5/4 liter           |
| 4. hét | 5/4 liter         | 3/2 liter           |

Lehetőleg még melegen kell beadni a szirupot a méhcsomó közepébe. Szokásos napi adagja 2 dl.
A serkentés csak kedvet ébreszt a fiasításhoz, annak neveléséhez nem ad elegendő táplálékot. Ha a családnak előtte nem volt elég élelme, akkor előzetes élelempótlásra van szükség. Ha kevés a virágpor, és nem is tudnak eleget gyűjteni, akkor a virágport is pótolni kell.
A serkentés fő feladatai:
- a petézés lendületének növelése
- a fejlődéshez alapvetően fontos víz beadása
- a fejlődés függetlenítése az időjárástól

A serkentés nem csodaszer; nem tudja a kifosztott, a rossz anyás vagy az elöregedett családokat korai hordásra felhozni. Csak azoknál a családoknál eredményes, ahol megvan a kellő élelem, az anya jó, és a népesség sem túl kevés, de a kis népű családoknál is hasznos, habár nem tudják utolérni a közepesen induló családokat, mivel a kisebb népesség kisebb fiasítást tud takarni. Egy nagy méretű angol kísérletben az 5-8 keretes családok népessége 36%-kal, fiasítása 53%-kal nőtt, míg a 12-14 keretesek népessége 12%-kal, fiastása 16%-kal nőtt.
A serkentés fő akadálya az időjárás. Korai főhordásra készülve előfordulhat, hogy az időjárás kedvezőtlenné válása miatt a család összehúzódik, és a fiasítás egy része elvész. A serkentés nem helyettesíti a gazdag téli mézkészletet és a sok fiatal méhet. Ezt az év végi serkentő etetés támogatja, amibe ritkán szól bele az időjárás. Ez segíti a téli túlélést és a tavaszi fejlődést is. Időtrabló módszer, csak az vállalkozhat rá, aki a méhes közelében lakik.

## Élelempótlás
Élelempótláskor a hordás mellett az élelemkészletet és a család létszámát kell figyelni. Élelempótlásra nagyobb adagokban sűrűbb élelmet kell adni. Feladata a család elnéptelenedésének megelőzése és a hordástalan időszak áthidalása. Rendszerint száraz cukrot használnak, ezért vándortanyán is elvégezhető. További előnyei még, hogy nem napszakhoz kötött, mivel nem kell rablástól tartani, és a méheket sem nyugtalanítja. Mivel nagyon lassan hordják el, nem igényel napi szintű pótlást. A cukrot a méhek feloldják, majd a cukoroldathoz hasonlóan használják fel.
A szilárd kristálycukor használatának feltételei:
- nem szükséges hirtelen pótolni az eleséget
- elég meleg van
- a család elég népes ahhoz, hogy feldolgozza a cukrot
- a vízellátás megfelelő

Különben szirupot vagy mézet kell használni.
A cukor beadható a következő módokon: felülről vagy az építtető keret vályújából. 
- Ha felülről adják be, akkor a felső keretlécekre bőrdarabot terítenek úgy, hogy könnyű maradjon a feljárás. Esetleg még nyílást is hasítanak rajta. Ezen szétterítik a cukrot, vagy etetőtálcát használnak. Pótláskor a rostaszöveten át hintik a cukrot.
- Ha vályúból etetnek, akkor az etetős keretet jól takart lép mellé rakják. Pótláskor egyszerre 3–4 cm vastagon töltik bele a cukrot, hogy a méhek kimászhassanak alóla. Ezt mindig meg kell várni.

A méheket hozzá kell szoktatni a kristálycukorhoz. Ennek módja, hogy az első egy-két nap a cukor szélét meglocsolják vízzel vagy mézet csepegtetnek rá, vagy pedig puha mézes cukorlepényt tesznek rá. A locsolás erősségével vigyázni kell, mert ha túl erősen locsolják, a cukor megkérgesedik, és akkor már nem használják fel. Egyszerre egy-két kilogrammot szoktak adni. Egy hét alatt átlagosan fél kg cukrot fogyasztanak el. A folyamat lassúsága miatt újabb méhek kapcsolódnak be, így e nehéz munka terhe megoszlik. Kíméletből nem így szoktak felkészülni a télre, hogy kíméljék a méheket.

## Virágpor pótlása
A méhek a virágporból fedezik elsősorban fehérje- és vitaminszükségletüket. Az álcáknak mindkettőből több kell. Jó, ha a későbbi dajkaméhek már ekkor bőségesen tudnak táplálkozni, mert akkor később is meríthetnek tartalékaikból. A dajkaméhek számára is fontos a virágpor, mert csak az duzzasztja meg mirigyeiket, amikből a méhpempő származik. A fiatalabb álcák méhpempőt kapnak. Egy nagyobb család évi 20–50 kg virágport gyűjt, aminek nagy részét a fejlődés idején éli fel. 
A virágpor minősége sok tényezőtől függ. A fűfélék és a fenyők virágpora keveset ér, a mogyoróé közepes, az égeré pedig kifejezetten tápanyagdús. A repce és a pitypang virágpora zsírban gazdag. A jobb minőségű virágpor rosszabbal keverve képes feljavítani azt a saját szintjére. A sejtben raktározott virágpor legnagyobb ellensége a virágporgomba, amitől a virágpor használhatatlanná válik. A méhek akár az aljáig lerágják a sejtet, hogy kidobják a megkeményedett és összetömörödött romlott virágport.
Az aktív időszakban ritkán van hiány virágporból. Néha azonban mégis pótlásra szorulnak. Ha nincs elég virágpor, akkor mindenféle por állagú anyagot hazahordanak, mint lisztet, őrölt paprikát, olajpogácsa porát, rozsdagombák spóráit, fűrészport és szénport. Gyanú esetén a méhész megbizonyosodhat a hiányról, ha szélvédett, de méhek által elérhető helyre tesz ki lisztet vagy őrölt paprikát cukorral keverve vagy anélkül. Mindezek a pótszerek magukban alkalmatlanok a pótlásra, de a meglevő készleteket kiegészíthetik.
A lisztek és a paprikapor helyett élesztőt, szójalisztet és tejport célszerű használni. A szójaliszttel vigyázni kell, mert sok országban génmanipulált szóját termesztenek, sőt, ezt a tényt nem is tüntetik fel a csomagoláson.  Közepes virágporhoz hasonlítanak, fehérjét, szénhidrátot, zsírt tartalmaznak; az élesztő vitamintartalmával tűnik ki. Adagolhatók egyenként, de együtt a leghatásosabbak. Beadhatók por, folyadék vagy lepény alakjában. Többnyire gyűjtetik, vagy lepényben adják be.
A szójaliszt alapanyaga szójabab. Legjobb teljes olajtartalommal, de 5-7%-os olajtartalommal is jó még. A méhek elfogadják még keserű anyagaival együtt is. Az élesztő lehet sörélesztő vagy sütőélesztő. A sörélesztőt enyhén hevítik, ezzel csökkentik élesztő hatását. Szitán át kell dörzsölni. A méhek csak a 8. számú szitán áthulló szemeket, azaz a legfeljebb 0,185 mm-es szemeket tudják lábukra csomózni. A sütőélesztő nagy víztartalma miatt romlandó, ezért csak néhány napi adagot lehet belőle elkészíteni. A takarmányélesztő a sörélesztőhöz hasonlóan használható, még szénnel keverve is. Vizes oldatban a szén leülepszik, és a méh tápcsatornája is kiszűri.
Szabadban gyűjtetéshez 1 kg élesztőport 4–9 kg szójaliszthez adnak. Mélyebb, 40 cm-es ládában teszik ki használaton kívüli méhkaptár alján a szabadba. A gyűjtést kukoricacsutka vagy faforgács beszórásával segítik. Esőtől védeni kell. Előnye a könnyű raktározás, és a család felélénkítése. Hátránya, hogy nem adagolható családonként, és rossz időben nem jöhetnek.
Lepényhez az élesztő és a szója aránya hasonló. A cukorszörp mennyisége megegyezik a por összsúlyával, és benne a cukor:víz aránya 5:3. A pépet papírra kenik, majd még frissen a fészek fölé borítani. A papírt rajta kell hagyni, mert az védi a kiszáradástól. Fél kg lepény 7-10 napig elegendő. Könnyen penészedik, ekkor ki kell cserélni. Pontosabban adagolható, azonban elkészítése időigényes. Távoli méhesben, vándortanyán is használható, és rossz időben is fogyaszthatnak belőle.
Az élesztős szörpöt minden nap újra el kell készíteni, mert eltarthatósága gond. A sütőélesztő 5 dkg-ját legalább 1-2 kávéskanál cukorral vagy mézzel kell elkeverni, majd 1 liter forrásban levő szörphöz adjuk. Keverés után langyosra kell hűteni. Egy család napi adagja 1,5-2 dl 3-6 hétig. Pontosan adagolható, de leköti a méhészt. Továbbá a sütőélesztőből is rendszeresen újat kell venni, mert nem tartható el hosszú ideig.
A tejpor az élesztőhöz hasonlóan keverhető szójával. A lepényhez 4 kg szója, 1 kg tejpor kell. Ehhez öntenek 3:1 cukor:víz arányú szirupot úgy, hogy kemény lepényt kapjanak. Egy másik recept szerint a sziruphoz literenként adnak fél kg-ot a következő keverékből: 3 rész szójaliszt + 1 rész szárított élesztő + 1 rész tejpor. Papírra borítva egy napig állni hagyják, és csak azután borítják a fészekre.
A tejes etetés régi, de sok vízben aránylag kevés fehérjét biztosít. A tejpor praktikusabb, mert sűrűbb, kis helyen is eltartható, és tovább eláll. Adható csak tejporos lepény is, amihez kell 1 kg tejpor, 1 kg cukorpor és 1-1,25 kg méz. Ezt a méhfürt fölé kell teríteni. Tartós, nem romlik meg a kaptárban, és jól záró edényben sokáig eltartható.
A virágpor pótlására maga a virágpor a legjobb. Adható ember által gyűjtött virágpor is, amit a virágokból ráznak ki, vagy amit a méhész elszed. Hátránya, hogy tavaszig sokat romolhat a minősége. Ha sikerül silózni, akkor azonban jó marad. Az így gyűjtött virágpor azonban sosem elegendő, ezért szójaliszttel (3-szorosa a virágpornak), cukorral (a virágpor 5-szöröse) és vízzel (3 liter) lepényt gyúrnak. A virágport célszerű a cukor előtt a vízhez adni. Egy család 4-5 nap alatt 1/2 kg-ot fogyaszt.
A tápsókat Örösi nem ajánlja, mert nem veszik figyelembe a méhek ásványi anyag szükségletét, és egy részük a mézbe is bekerült. 

## Víz pótlása
A méhek a következőkből nyerhetnek vizet: mézből, a kaptár falán lecsapódott párából és a szabadban található vízlelőhelyekről. Az egyszer megszokott vízlelőhelyre visszajárnak. A lelőhelyeket tánccal közlik egymással.
Általában a mézhólyagjukban szokott lenni tartalékuk. Forró napokon máshol is raktároznak vizet. Vízigényük függ a fiasítás méretétől és a nektárgyűjtéstől. Ha jó a hordás, akkor a nektárból fedezik vízigényüket, és kevesebbet járnak itatóra.
A méhésznek gondoskodnia kell a méhek vízellátásáról, különben olyan helyre mennek vízért, ahol nem látják szívesen őket, így nyílt medencére vagy jószágok itatójára járnak. A pocsolyára, patakra járók közül sokan elpusztulnak. A fiasítás kiterjedésekor akár rossz időben is ki kell menniük vízért, hogy a fiasítás ne szomjazzon. Hűvös időben jobb a meleg víz. Itatni lehet a szabadban, vagy a kaptárba is be lehet tenni a vizet.
A szabadban elhelyezett itatót napos helyre kell tenni, és a vizet csöpögtetni kell. A vizet után kell tölteni a teljes szezonban. Meleg víz számára az itatót hőszigetelni kell, hogy a víz sokáig megőrizze hőmérsékletét. A kaptárban itatáskor gondoskodni kell arról, hogy a méhek ki tudjanak mászni az itatóból, különben a víz megbüdösödik és használhatatlanná válik. A vályút a méhcsomó közelébe kell tenni, és felülről lécekkel védeni, hogy ne pottyanjanak bele. Rakodókaptárra üres mézkamrát kell helyezni, és a fészket jól be kell takarni. Felső kijárós kaptárban a kijáróhoz helyezett itatóból lehet itatni.
A vízhez cukor oldásával lehet hozzászoktatni a méheket. Ha már elszoktak az itatótól, akkor nehéz visszaszoktatni őket. A kaptárban év elején, vagy akkor itatnak, ha a méheket hosszan be kell zárni, vagy akkor, ha túl kevés a gyűjtőméh, de nagy a fiasítás, például mesterséges raj készítésekor.